# گروه ارتش دن
گروه ارتش دُن (به آلمانی: Heeresgruppe Don) یکی از گروه ارتش‌های نیروی زمینی آلمان در جنگ جهانی دوم بود.
گروه ارتش دن از مقر ارتش یازدهم در بخش جنوبی جبهه شرقی در ۲۲ نوامبر ۱۹۴۲ ایجاد شد. گروه ارتش دن فقط تا فوریه ۱۹۴۳ دوام آورد، زمانی که با گروه ارتش ب ترکیب شد و به گروه ارتش جنوب جدید تبدیل شد.

## فرماندهان
| ر. | تصویر             | فرماندهان                    | آغاز تصدی      | پایان تصدی    | طول دوران |
| -- | ----------------- | ---------------------------- | -------------- | ------------- | --------- |
| 1  | اریش فون مانشتاین | فیلدمارشال اریش فون مانشتاین | ۲۱ نوامبر ۱۹۴۲ | ۲۱ فوریه ۱۹۴۳ | ۸۳ روز    |